# Insurrezione della Val d'Intelvi
Con Insurrezione della Val d'Intelvi si intende un complesso di eventi insurrezionali (tutti falliti) che ebbero luogo nell'ottobre 1848 nell'allora provincia di Como, organizzati da una Giunta Insurrezionale, presieduta da Mazzini in Lugano.

## Mazzini a Lugano
Immediatamente dopo la fine della prima fase prima guerra di indipendenza, determinata dall'armistizio di Salasco e l'ingresso del Radetzky in Milano (6 agosto 1848, Mazzini, passato in Ticino dai valichi di Como, prese immediatamente a costituire, in Lugano, una Giunta Insurrezionale.

## Il tentativo di Andrea Brenta
Circa un mese e mezzo dopo il rientro degli Austriaci in Provincia, sul finire del mese di ottobre, un moto insurrezionale scoppiò in Val d'Intelvi ad opera dei mazziniani Andrea Brenta, Giuseppe Piazzoli, don Francesco Cavalli. Il Brenta con una piccola banda attaccò un drappello austriaco ma, dopo una prima ritirata in Svizzera, fu fatto prigioniero. Processato e condannato a morte, venne fucilato sugli spalti della chiesa di San Carpoforo in Como, l'11 aprile 1849. Con lui caddero Giovan Battista De Vittori di Saltrio (vicino a Viggiù), Andrea Andretti di San Fedele, Andrea Mezzera di Bellano, lo svizzero Sebastiano Leventini di Nante (in Val Leventina presso Airolo, in Ticino). Qualche giorno più tardi furono giustiziati anche Giovanni Stazzonelli di Montagno e Lazzaro Ricchi di Badia. Nel successivo novembre a Varese fu fucilato Siro Cattaneo.

## Il tentativo di Francesco Daverio
Contemporaneamente, il 31 ottobre Francesco Daverio si imbarcò a Locarno assieme ad altri patrioti armati, ed a sera sbarcò in Provincia di Varese a Germignaga, paese del Lago Maggiore. Portatosi nella vicina Luino costituì una altisonante “Giunta nazionale d'insurrezione”, ma, ben presto, da Varese avanzarono due colonne austriache. L'arruolamento della guardia nazionale andò deserto e fu inevitabile riprendere la via del lago, destinazione Piemonte.

## La fucilazione di Giuseppe Ossola
La repressione, comunque, non s'arrestava: il 3 marzo 1849 Giuseppe e Giovanni Ossola, due contadini di Caravate (vicino a Laveno) vennero condannati a morte perché nel loro granaio erano stati rinvenuti due fucili, fatto che comportava la pena capitale secondo il proclama di Radetzky del 29 settembre 1848. Giuseppe venne fucilato mentre il padre Giovanni venne graziato in considerazione dell'essere unico sostegno della famiglia, comprendente la moglie ed altri quattro figli.